# 岩橋謹次郎
岩橋 謹次郎（いわはし きんじろう、1861年（文久元年） - 1912年（明治45年）3月12日）は、明治期の実業家、白木屋呉服店主。岩橋リボン製織所創設者。

## 経歴
紀伊国和歌山（現和歌山県和歌山市）出身。維新後に大蔵大輔、第四十四国立銀行頭取となった紀州藩士・岩橋徹助（徹輔）の息子。慶應義塾に入学し大学部を卒業（『慶應義塾入社帳』第一巻586頁，第五巻246頁）。父が華族の援助を受けて道内各地で企てた「開進社」に参加して北海道開拓を研究し、明治24年、開拓は保護政策を排し、自由開拓、随意移住に任すべきを主張した著書を公にした。開進社の事業は失敗したが、その志は長く残った。
白木屋呉服店主を経て帽子用リボン等を製織する岩橋リボン製織所を渋沢栄一が出資して組織し、1896年匿名組合となる。1904年匿名組合解散。1912年（明治45年）謹次郎は、朝鮮支店設立のため、朝鮮を訪れた際に京城で急死した。享年52。明治期の『財界百人』の一人にも挙げられている。

## 著書
- 『北海道開拓新論』交詢社、1892年。NDLJP:801018